# Повернення «Святого Луки»
«Повернення» Святого Луки (рос. «Возвращение «Святого Луки»») — російський радянський повнометражний художній фільм, знятий в 1970 році режисером  Анатолієм Бобровським. Перший фільм детективної трилогії про полковника Зоріна зі  Всеволодом Санаєвим у головній ролі. Заснований на реальних подіях — викраденні картини «Святий Лука» з Пушкінського музею.

## Сюжет
Інженер Юрій Лоскутов, крім основної роботи, промишляє спекуляцією старими іконами. Одним з покупців Лоскутова стає іноземний турист на ім'я Кейт. На його замовлення Лоскутов вирішує вкрасти з музею картину Франса Халса «Святий Лука», для цього він організовує злочинну групу. Ключову роль у крадіжці повинен відіграти злодій-рецидивіст Михайло Карабанов, що втік з ув'язнення, на прізвисько «Граф». Лоскутов вводить в оману Карабанова щодо вартості картини, але «Граф», будучи досвідченим рецидивістом, дізнається справжню вартість шедевра, якого йому належить викрасти. І не побажавши бути лише виконавцем, Карабанов вирішує зірвати весь куш. Для цього він замовляє у художника Куликова копію картини. Отримавши копію, Карабанов її штучно старить і далі збирається віддати Лоскутову, а сам виходить на іноземного покупця...
Слідчу групу у справі про крадіжку картини очолює полковник міліції Іван Сергійович Зорін. Допитавши художника Куликова та інших свідків, полковник Зорін встановлює виконавця крадіжки і далі, в процесі слідства, викриває всіх фігурантів справи.

## У ролях
- Всеволод Санаєв —  Іван Сергійович Зорін, полковник міліції
- Владислав Дворжецький —  Михайло Іванович Карабанов, він же Шубін, він же «Граф», злодій
- Олег Басилашвілі —  Юрій Костянтинович Лоскутов, інженер, спекулянт антикваріатом
- Катерина Васильєва —  Поліна Рачкова, працівник антикварного магазину
- Валерій Рижаков —  Сергій Рязанцев, «Червонець»
- Наталія Ричагова —  Зоя Михайлівна, дівчина Рязанцева
- Володимир Смирнов —  Ієвлєв, капітан міліції
- Валерій Бєляков —  Олексій Платонович Куликов, художник
- Паул Буткевич —  Кейт, іноземець, контрабандист
- Дмитро Масанов —  Аристарх Феофанович Каравашкін
- Раїса Куркіна —  екскурсовод музею
- Микола Парфьонов —  Матвій Захарович, слюсар
- Валентина Березуцька —  Марія Пилипівна, дружина слюсаря
- Валентин Кулик —  шофер, помічник «Графа»
- Микола Сергєєв —  музейний хранитель
- Любов Калюжна —  вахтерка
- Герман Качин —  співробітник міліції
- Георгіос Совчіс
- Олег Голубицький —  Павло Гнатович Сахаров, полковник КДБ
- Костянтин Захаров —  капітан Лоренс
- В. Грачов —  епізод
- Тамара Яренко —  друкарка (в титрах не вказано)
- Михайло Розанов —  робочий в музеї (в титрах не вказаний)

## Знімальна група
- Автори сценарію:
  -  Володимир Кузнєцов
  -  Борис Шустров
  -  Сергій Дерковский
- Режисер:  Анатолій Бобровський
- Оператор:  Роман Веселер
- Художники:
  -  Семен Валюшок
  - Саїд Меняльщіков
- Композитор:  Ісаак Шварц
- Звукорежисер: Василь Костельцев
- Монтажер: Галина Спіріна